# Doug Jackson
Doug Jackson è un personaggio immaginario della serie TV britannica di fantascienza UFO e di un film, tratto dalla medesima serie, dove viene sempre interpretato da Vladek Sheybal.

## Storia
Il dottor Douglas "Doug" Jackson è lo psichiatra e principale ufficiale scientifico della SHADO (Supreme Headquarters Alien Defence Organisation, Comando supremo dell'organizzazione di difesa contro gli extraterrestri). Come ufficiale medico, riveste diversi incarichi all'interno della SHADO, come sottoporre (insieme al comandante Ed Straker e al colonnello Alec Freeman) i nuovi candidati all'ingresso nell'organizzazione a test attitudinali e, periodicamente, gli appartenenti della SHADO ad esami che ne confermino l'idoneità fisica e psichica, ma anche come procuratore durante la corte marziale di Paul Foster. È un uomo piuttosto complesso, dal carattere ombroso, pratico e talvolta ironico.
Le sue origini, dall'accento, sembrano essere dell'est europeo e, di conseguenza, il suo nome anglosassone potrebbe essere falso ma non vengono mai svelate le sue origini.

## Serie televisiva
- UFO – serie TV (1969-1970)

## Film
- UFO Allarme rosso... attacco alla Terra! (1973)